# Gigantaster
Gigantaster is een geslacht van zeesterren uit de familie Goniasteridae.				

## Soort
- Gigantaster weberi Döderlein, 1924